# Kleinthalham
Kleinthalham ist ein Weiler in der oberbayerischen Gemeinde Niedertaufkirchen im Landkreis Mühldorf am Inn. Er gehört zum Gemeindeteil Roßbach.

## Geographie
Kleinthalham liegt auf rund 470 m ü. NHN südlich oberhalb des Rottals. Nördlich und südöstlich der Siedlung befinden sich Waldgebiete. Eine Gemeindeverbindungsstraße verbindet den Ort mit dem einen halben Kilometer östlich gelegenen Weiler Linner, von wo aus Anschluss zu größeren Straßen besteht. Zudem führt ein Feldweg nach Hungeröd (0,9 km südlich) und Maisöd (1,1 km südöstlich). Der Gemeindehauptort Niedertaufkirchen liegt rund 4,5 km südlich von Kleinthalham, die nächstgelegenen größeren Orte sind der Markt Massing (rund 4 km nordöstlich) und die Stadt Neumarkt-Sankt Veit (ca. 4,5 km westlich).

## Geschichte
Im Jahr 1871 zählte der Ort 18 Einwohner in zwölf Gebäuden und war der katholischen Pfarrei in Niedertaufkirchen sowie der Schule in Roßbach zugeordnet. Bei der Volkszählung in der Bundesrepublik Deutschland 1987 wurden 15 Einwohner in vier Wohngebäuden verzeichnet.

## Religion
Kleinthalham gehört heute der katholischen Pfarrei St. Jakobus der Ältere in Hörbering an.

## Verkehr
Kleinthalham wird von der Buslinie 7517 von Neumarkt-Sankt Veit nach Mühldorf am Inn bedient. Werktags halten morgens ein Bus nach Mühldorf und nachmittags vier Busse von Mühldorf an der örtlichen Haltestelle, im August verkehren keine Busse (Stand: 2022).